# Cornel Irimie
Cornel Irimie (n. 17 ianuarie 1919, Sibiu – d. 22 martie 1983, Sibiu) a fost un cercetător român în etnografie și folclor, creatorul și organizatorul "Muzeului Civilizației Populare Tradiționale din Dumbrava Sibiului".

## Copilăria
Cornel Irimie cu toate că s-a născut în Sibiu, își are originile pe Valea Hârtibaciului, în satul Movile, Hundrubechi așa cum îi plăcea lui să spună, localitate de origine a bunicii mamei sale, țăranii Gheorghe și Ana Bologa. Părinții lui Cornel Irimie, Mihai și Eugenia Irimie fiind copii de țărani, s-au mutat de tineri la Sibiu. Copilăria lui Cornel Irimie s-a petrecut la sat prin desele vizite pe care în fiecare vară le făcea în Movile și în Merghindeal unde locuia sora bunicii mamei.

## Studiile
Cornel Irimie a terminat cursurile școlii primare în satul Movile, urmând în perioada 1930-1937 Liceul “Principele Nicolae” din Sighișoara. Studiile universitare le face la București urmând cursurile Universității din București din cadrul Facultății de Filozofie și Litere în perioada 1937-1941. Sub îndrumarea profesorilor Traian Herseni și Dimitrie Gusti, aprofundează cu precădere sociologia rurală. În anul 1939 se angajează ca asistent la Institutul de Cercetări Sociale, iar în anul școlar 1939/1940 fiind încă student devine custode la Seminarul de Sociologie.
A luat licența în anul 1941 cu “magna cum laude” obținând imediat o bursă de studii în Jena, Germania, unde a continuat studiile de etnografie și folclor în perioada 1941-1943. Susține teza de doctorat în anul 1948 cu tema “Relațiile sociale intersătești în Țara Oltului” și obține titlu de doctor “magna cum laude”.

## Carieră

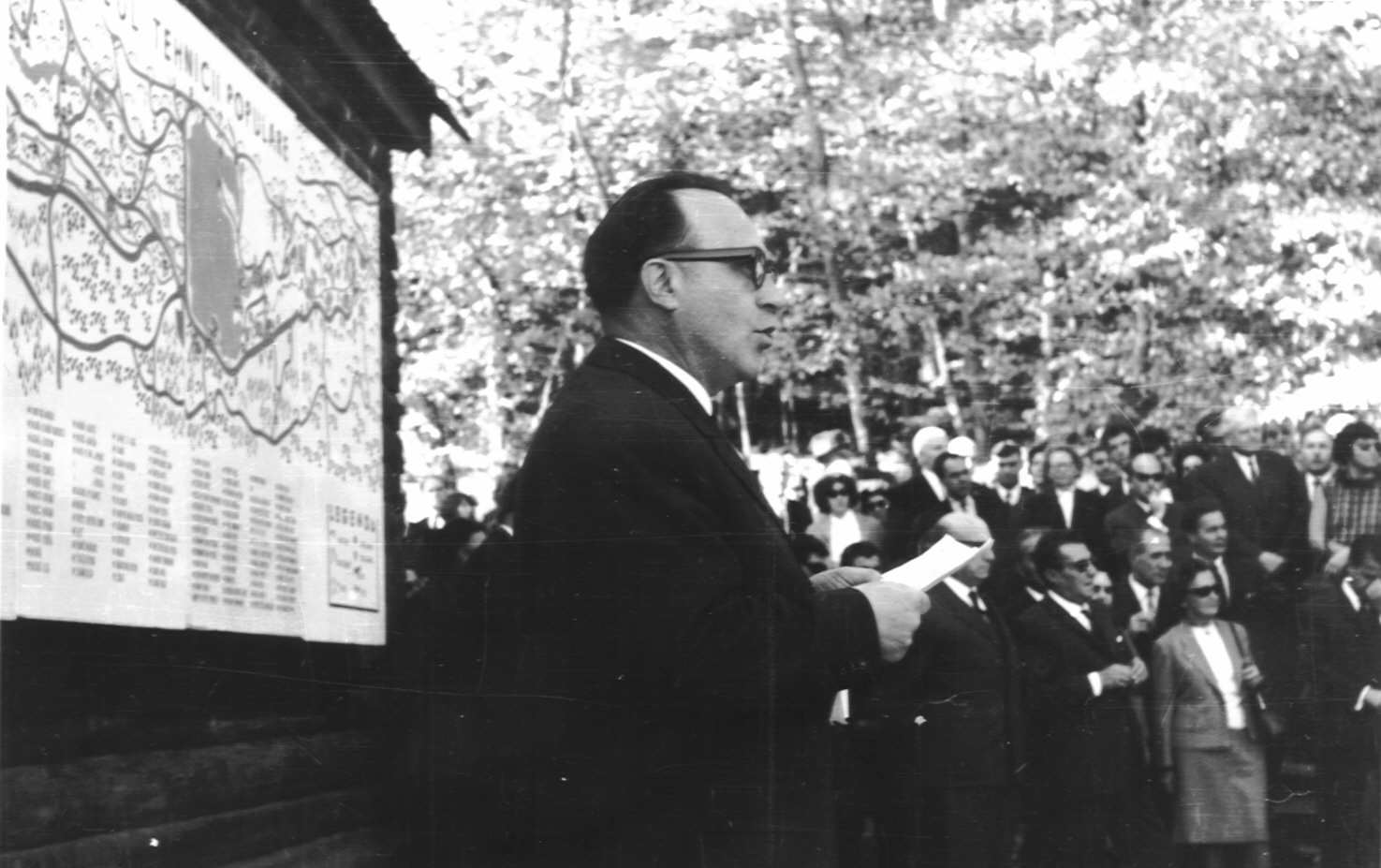
Cornel Irimie la "Muzeul Tehnicii Populare" din Pădurea Dumbrava

În timpul studenției a lucrat ca asistent și cercetător științific la „Institutul de Cercetări Sociale al României”. După cel de-al Doilea Război Mondial, fiind persecutat de autoritățile comuniste, reușește să se angajeze ca referent la Ministerul Artelor. În 1952 este numit director al secției de artă a fabricii Decorativa din București.
Începând cu anul 1953 lucrează la Muzeului Brukenthal din Sibiu, organizând Secția de etnografie și artă populară românească pe care a și condus-o, devenind director coordonator al muzeului din anul 1969. A colaborat cu Institutul Național de Istoria Artei. Între 1956 și 1968 a lucrat și în cadrul Institutului Academic de la Sibiu. A predat etnografie și muzeologie la Universitatea din Cluj precum și la Heidelberg. A făcut parte din mai multe asociații și comisii academice din România și din străinătate.
El este cel care a creat și organizat „Muzeul Tehnicii Populare” din Pădurea Dumbrava. Aceasta este cea mai importantă moștenire ce a lăsat-o Sibiului. Pe lângă acest muzeu, astăzi muzeu național, el a inițiat și publicat o serie de cercetări importante pentru etnografia românească. A fost colaborator permanent la mai multe reviste de specialitate sau ale Academiei Române. A publicat peste 250 de lucrări. Cele mai importante studii ale sale sunt cele privind arta populară românească.
Cornel Irimie a întreprins o laborioasă cercetare în identificarea obiectivelor culturale din România, a creat dosare stiințifice ale monumentelor reprezentative precum și reconstrucția și/sau aducerea acestora în muzeul în aer liber din Pădurea Dumbrava Sibiului.
Cercetările făcute de Conel Irimie în domeniul portului popular, arta lemnului, pictura pe sticlă, ceramică, vechile industrii textile, etc., au fost valorificate în numeroase studii și cărți publicate în țară și străinătate.

## In memoriam
Pasiunea ferventă pentru etnografie și folclor s-a tradus și în numeroase achiziții personale de icoane pe sticlă (58 de piese reprezentative din Transilvania, sec. al XIX-lea), mobilier pictat, ceramică, textile, care după moartea sa au fost achiziționate de Muzeul Astra și sunt expuse împreună cu peste 1000 de publicații de specialitate, într-un cabinet memorial "Cornel Irimie" din Piața Mică, nr.12, Sibiu.
În anul 2001, a luat ființă Complexul Național Muzeal "ASTRA", din care este parte integrantă Centrul de Informare și Documentare în Etnologie "Cornel Irimie" nou înființat.

## Caracterizări
- Paul Petrescu - Membru de onoare al Academiei Române: "Cornel Irimie este numele unui intelectual sibian de marcă activând, inspirat și organizat, în cultura și știința românească și a României de-a lungul jumătății de veac de opresiune comunist-bolșevică începută cu ocuparea țării noastre de armata roșie eurasiatică, la 23 august 1944. (…) Cornel Irimie făcea parte din generația imediat următoare acelei strălucite pleiade ce pusese bazele școlii Sociologice Românești, întemeiată de Dimitrie Gusti și Henri H. Stahl, între care se aflau Mircea Vulcănescu, Traian Herseni, Anton Golopenția, dr. I. D. Georgescu și atâtea nume ce făcuseră, în epocă, faima internațională a sociologiei „monografice” din țara noastră".[4]
- Profesorul Cornel Bucur, directorul Complexului Național Muzeal „Astra”:"Lui Cornel Irimie îi datorez, în cea mai mare măsură, ceea ce sunt astăzi, chiar dacă meritul său esențial a fost „doar” acela de a-mi fi un model, nu neapărat un institutor, un dascăl, în sensul clasic. Marea mea împăcare și satisfacție, la fiecare comemorare oficială a unui număr de ani de la dispariția sa, regretabilă și prematură, este să-i dedic „in memoriam”, tot ceea ce am putut făptui, alături de toți colegii mei, în prelungirea și înălțarea propriei sale ctitorii. Și am avut mereu sentimentul că, de acolo de unde este, mă urmărește, mă susține și mă aprobă."[5]

## Publicații
- Cornel Irimie, Portul popular din Țara Oltului, Editura didactică și pedagogică, București, 1966
- Cornel Irimie, Marcela Focșa, Icoane pe sticlă, Editura Meridiane, București, 1968.